# N̄
La N̄, in minuscolo n̄, chiamata N con macron, è una lettera utilizzata nella scrittura del marshallese, yoruba, così come in diverse lingue oceaniche, nella romanizzazione ISO 233-1 della scrittura araba, la romanizzazione Pe̍h-ōe -jī o in alcune romanizzazioni dell'alfabeto kharoshthi.

## Uso
Il grafema ⟨n̄⟩ viene utilizzato nell'ortografia di alcune lingue oceaniche (mwotlap, vurës, hiw, dorig, kokota…). Rappresenta il suono /ŋ/.
In yoruba, quando il tono medio è indicato opzionalmente con il macron, ⟨n̄⟩ rappresenta [ŋ̄].
Nel bretone antico, quando la ⟨n̄⟩ è dopo una vocale, produce una vocale nasale.
Nella romanizzazione ISO 233-1 della scrittura araba, ⟨n̄⟩ traslittera la nūn šaddah ⟨نّ⟩ Il nun e šaddah essendo traslitterati con il n e con la summenzionata macron.

## Rappresentazioni al computer
Il macron sulla n può essere rappresentato con i seguenti caratteri Unicode:
| Forme     | Lettere | Codice        |
| --------- | ------- | ------------- |
| maiuscolo | N ̄      | U+004E U+0304 |
| minuscolo | n ̄      | U+006E U+0304 |